# Totó

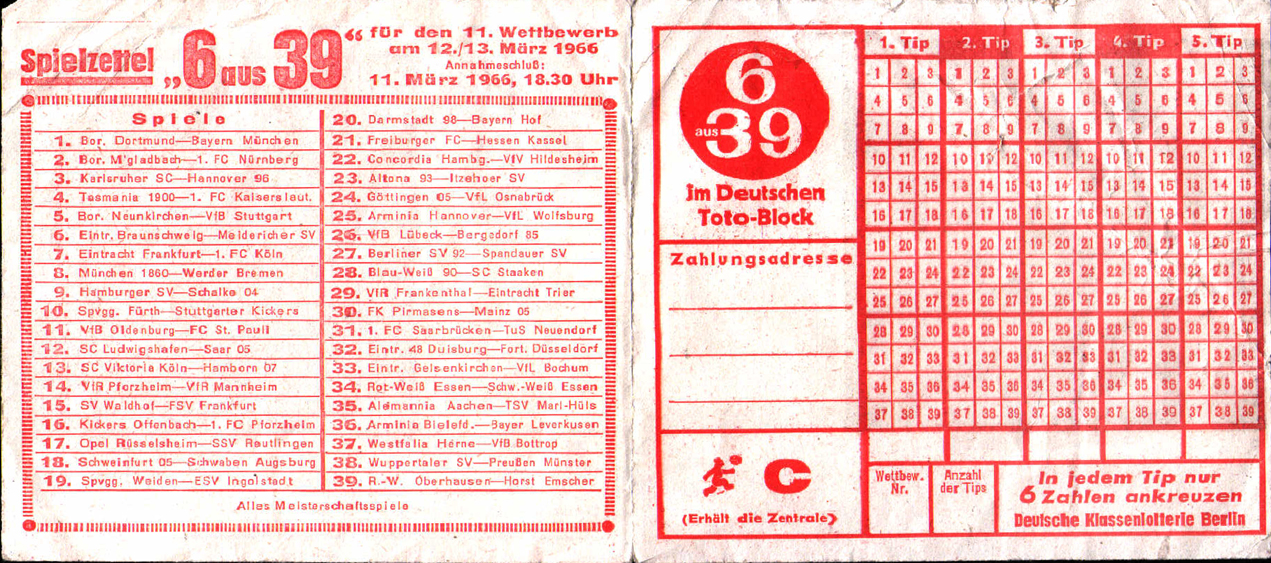
Egy nyugat-német totószelvény

A totó állami koncesszió alapján szervezett szerencsejáték.

## Története
Angliában bukméker irodákban 1921-től lehet fogadást kötni labdarúgó-mérkőzések várható eredményéről. A kontinensen elsőként a svéd állam adott koncessziót ilyen játék szervezésére 1934-ben az Aktiebolaget Tipstjanst részére. A totót Svájcban 1938-ban, Finnországban 1940-ben vezették be. 1946-ban Olaszország és Spanyolország, 1947-ben Magyarország következett, 1949-ben Norvégia, majd Németország.

### Magyarországon
Magyarországon aránylag korán, 1947. október 19-én indult el a totó.
Az 1948-as londoni olimpiára Európa legtöbb országában külön sportfogadást szerveztek, ezt követte Magyarország is. Eldöntötték, hogy az olimpiai játékokra való felkészülésre és azok részvételi költségeinek fedezésére Magyarországon szerencsejátékot, sportfogadást szerveznek a külföldi tapasztalatok alapján. Az angol nyereményalap-felosztásos rendszerek közül a leginkább közérthető 12 főmérkőzéses angol totóra építettek a magyar játéktervezők. „A totó a magyar sport új alapja” című bevezető reklámkampány plakátjaival is ezt tükrözte. Ez az első totóplakát az olimpiai karikákat mutatta be fent, közepén egy klasszikus diszkoszvető figura, alul pedig egy egyforintos érme helyezkedett el, mint a diszkoszvető alapja.
A totó fogadás előkészítése szinte csak néhány hetet vett igénybe. Egy rövid piackutatást követően kiadták a szükséges rendeleteket. Az osztálysorsjáték és az állami sorsjáték a két világháború közötti időszakában az egyetlen állami szerencsejátékként más szervezeti egységben, más periodicitásban zajlott, mint a totó. Várható volt, hogy a totó megjelenésével és szinte attól függetlenül ezek az évente két sorozatban kínált játékok el fognak halni.
Meghatározták, hogy 3 forint 30 fillér lesz a szelvény, az első fogadási esemény 1947. október 17. lesz, és már október 7-én (szombaton) közlik azokat a mérkőzéseket, amelyekre fogadni lehet. A sportfogadást kezdetben Budapesten kívül 7 városban vezették be: Debrecen, Pécs, Miskolc, Győr, Szeged, Szolnok, Szombathely. Angol mintára a magyar fogadóknak is 12 főmérkőzést és 4 pótmérkőzést kínáltak. Egy szelvényen egy játékot lehetett benyújtani (a szelvény egyhasábos volt). Az elért találatokat három nyerőosztályban fizették ki: 12-es, 11-es, 10-es. Amennyiben nem volt 12-es, akkor 9-es találatokra is fizettek. A nyereményalap három nyerőosztályában egyenlő arányban (33 1/3 - 33 1/3 - 33 1/3%) osztották fel. A fogadás első hetén 12 és 11 találatos nem volt, de 10 találatos 1 db akadt.
1950-ben szinte minden hónapban a játékszabályban és a játék reklámozásában valami változtatást hoztak. Ebben az évben jelent meg a négyhasábos totószelvény. Ekkor nyíltak meg az első totókirendeltségek a variációs totófogadás propagálására. 1950-ben megjelent az első totókulcsot tartalmazó kiadvány. 1950 májusának utolsó hetében a szervező felkínálta a heti fogadási ajánlat műsorát nem tartalmazó bármikor fogadásba hozható bianco szelvényeket, amiket a fogadók szinte egyáltalán nem használtak.
1956 november-decemberében a forradalom miatt 8 hetes kényszerszünet volt.
A totó életének legnagyobb változtatást 1964-ben hozták. Március 8-án bonyolították le az utolsó 12 főmérkőzéses fogadási formával szervezett játékot. Ezen az utolsó fogadási héten 528.273 darab szelvény vett részt a játékban. Az egyetlen telitalálatos szelvény 237.722 forintot ért.
A 13+1-es játékforma telitalálat nélkül kezdődött. 13 találatos 214 darab szelvény volt, míg a 4 nyerőosztályra összesen 95 261 darab nyertest regisztráltak. 1964. március 15-ei, 11. fogadási héten a 12 főmérkőzéses játék helyébe 13+1-es játékforma került. Szünetmentes módon, hiba nélkül történt az átállás. 1949 augusztusa óta lehet kollektív szelvénnyel játszani.

## Kombinációs totó
A kombinációs totó különbözik a hagyományos totótól, mivel itt a játékosok nem csak a mérkőzés egyetlen kimenetelét tippelhetik meg, hanem egyszerre többet is. Pl. 1X vagy X2. Akár mind a három kimenetelt is megfogadhatják, azonban ez háromszoros árnövekedést eredményez, mivel a kombinációs totó minden variációt megjátszik.

### Példa kombinációs játékra
A játékos az 1X, 12, 1X2, 12 és 1X2 tippekkel kezd, a többi mind egyesély. Ez 3 darab kétesély és 2 darab háromesély. Ennek ára 2*2*2 (a kétesélyek szorzata) szorozva a háromesélyek szorzatával, azaz 3*3-al, vagyis 8*9=72 alaptét lesz a játék ára. Ennek óriási előnye, hogy a játékosnak nem kell kitöltenie 72 szelvényt egyesével, hogy a tippjeit megjátssza. (Ráadásul könnyen el is ronthatná a szelvényeket, hiszen elég, ha egyetlen x-et rossz helyre jegyez.)

### A kombinációs totó előnyei és hátrányai
A kombinációs totó minden variációt megjátszik, ami egyben előny és hátrány is. Előny, mert így biztos, hogy semmi sem marad le, így ha helyes alaptippet adott a játékos, akkor biztos, hogy nyert. Hátrány, hogy ez a fajta játék drága, mert sok olyan variációt megjátszik, ami esélytelen vagy bekövetkeztével a nyeremény rendkívül alacsony lesz.
Ezeket a hátrányokat szokták a játékosok különböző szűrőkkel mérsékelni. Az egyik legnépszerűbb a vezetés (innen a vezetéses totó kifejezés), de gyakran használnak ragadást (hány darab jöhet egymás után x-ből például) és 1-X-2 korlátokat is.

## Külső hivatkozások
- - 2 perces reklámfilm: Alfonzó, Salamon Béla, Kibédi Ervin, Kabos László, Rátonyi Róbert, Latabár Árpád...
- toto.lap.hu